# Cheile Glodului, Cibului și Măzii
Cheile Glodului, Cibului și Măzii este o arie protejată (sit de importanță comunitară — SCI) din România, desemnată în scopul protejării biodiversității și menținerii într-o stare de conservare favorabilă a florei spontane și faunei sălbatice, precum și a habitatelor naturale de interes comunitar aflate în arealul zonei de protecție. Aceasta se întinde pe o suprafață de 735,9 ha, integral pe uscat.

## Localizare
Situl se întinde pe teritoriile administrative ale județelor Alba (Almașu Mare) și Hunedoara (Balșa). Centrul sitului Cheile Glodului, Cibului și Măzii este situat la coordonatele 46°01′12″N 23°08′04″E / 46.020108°N 23.134403°E.

## Înființare
Situl Cheile Glodului, Cibului și Măzii (ROSCI0029) a fost declarat sit de importanță comunitară în decembrie 2007 pentru a proteja 1 specie de plante și 7 specii de animale. Acesta include rezervațiile naturale Cheile Glodului, Cheile Cibului și Cheile Madei.

## Biodiversitate
Situată în ecoregiunea continentală, aria protejată conține 3 habitate naturale: Păduri de fag Luzulo-Fagetum, Păduri pe pante, grohotișuri și ravene de Tilio-Acerion, Pajiști panonice carstice (Stipo-Festucetalia pallentis).
La baza desemnării sitului se află mai multe specii protejate:
- plante (1): Iris aphylla subsp. hungarica
- amfibieni (2): izvoraș-cu-burta-galbenă (Bombina variegata), tritonul comun transilvănean (Triturus vulgaris ampelensis)
- mamifere (5): vidră de râu (Lutra lutra), liliac cu aripi lungi (Miniopterus schreibersii), liliac comun (Myotis myotis), liliacul mare cu potcoavă (Rhinolophus ferrumequinum), liliacul mic cu potcoavă (Rhinolophus hipposideros)